# Praga LN
Praga LN (Lady Nákladní) byl nákladní automobil/dodávka vyráběný Automobilním oddělením První českomoravské továrny na stroje v Praze-Libni mezi lety 1932–1940. Konstrukčně vycházel z modelu osobního vozu Praga Lady.

## Historie
Obdobně jako byla na podvozcích osobních vozů Praga Alfa či Praga Mignon založeny nákladní typy AN (Alfa Nákladní) či MN (Mignon Nákladní), typ z roku 1928 představoval upravený model Praga Lady, u kterého opět došlo k nahrazení zadního sedadla nákladovým prostorem.
Vozidlo bylo vyráběno ve dvou variantách. U 1. a 2. série bylo osazeno motorem z Pragy Piccolo 21. série z roku 1932. Pořizovací cena byla 37 500 Kč. V letech 1932 až 1933 bylo vyrobeno 350 kusů. U 3. až 5. série byl použit motor modelu Praga Lady, těchto vozů se roku 1938 vyrobilo 300 a roku 1940 400 kusů. 
Několik vozů LN bylo vyrobeno také s karoserií autobusu pro 10 cestujících.